# 4157 Izu
4157 Izu је астероид главног астероидног појаса. Приближан пречник астероида је 21,01 ,
а средња удаљеност астероида од Сунца износи 2,674 астрономских јединица (АЈ).
Инклинација (нагиб) орбите у односу на раван еклиптике је 12,793 степени, а орбитални период износи 1597,413 дана (4,373 године). Ексцентрицитет орбите астероида износи 0,161.
Апсолутна магнитуда астероида износи 11,90 а геометријски албедо 0,069.
Астероид је откривен 11. децембра 1988. године.